# Charmileh
 (avril 2019).
Charmileh (en persan چرميله, aussi romanisé en Charmīleh) est un village du district rural de Hoseynabad-e Jonubi, dans le district central du comté de Sanandaj, dans la province du Kurdistan, en Iran. Lors du recensement de 2006, sa population est de 422 personnes, réparties dans 98 familles.